# Hermann Föttinger

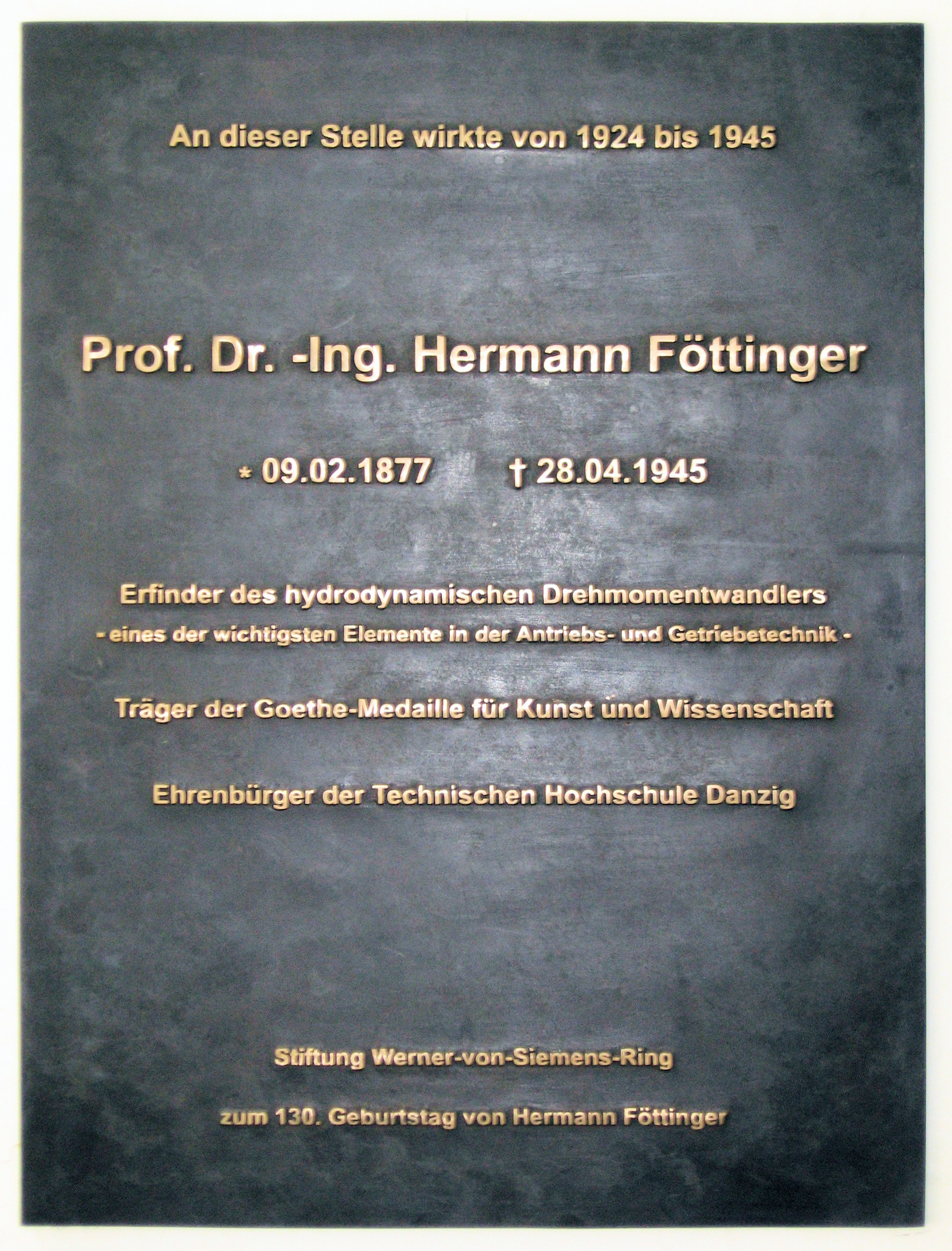
Gedenktafel in einem Gebäude der Technischen Universität Berlin, Straße des 17. Juni 125

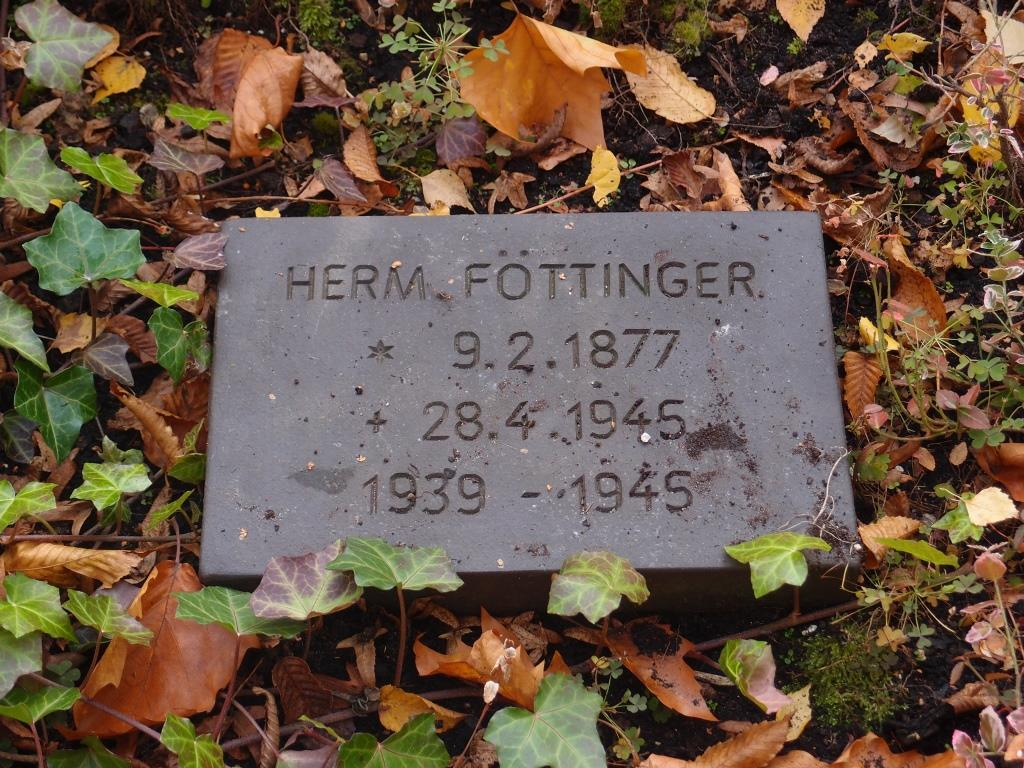
Grab Föttingers auf dem Friedhof Wilmersdorf in Berlin

Hermann Föttinger (* 9. Februar 1877 in Nürnberg; † 28. April 1945 in Berlin) war ein deutscher Elektroingenieur, Erfinder und Hochschullehrer.

## Leben
Hermann Föttinger studierte von 1895 bis 1899 Elektrotechnik an der Technischen Hochschule München.
Anschließend arbeitete er zunächst als Konstrukteur und später als Leiter des Versuchswesens bei der Werft der Stettiner Maschinenbau-AG „Vulcan“. Zu seinem Aufgabengebiet gehörte u. a. die Erprobung und Einführung neuer Dampfturbinen.
1904 promovierte er in München mit einer Dissertation über Effektive Maschinenleistung und effektives Drehmoment und deren experimentelle Bestimmung, mit besonderer Berücksichtigung großer Schiffsmaschinen. Teil der Arbeit war der sog. Torsionsindikator, der es erstmals möglich machte, die an die Schiffsschraube abgegebene Leistung während des Betriebs aufzuzeichnen. Dies war auch eines seiner ersten Patente (D.R.P. 165347 vom 8. November 1904).
In dieser Zeit entwickelte er den hydrodynamischen Drehmomentwandler. Das sog. Urpatent (D.R.P. 221422 vom 24. Juni 1905) begründete die bis heute benutzte Bezeichnung Föttinger-Wandler bzw. Föttinger-Getriebe. Hierbei handelt es sich um die Zusammenfassung einer Pumpe und einer Turbine in einem Bauteil. Zwischen beiden befindet sich zudem ein feststehendes Leitrad. Im Gegensatz dazu kommt die Föttinger-Kupplung ohne Leitrad aus und wurde von der Stettiner Maschinenbau-AG „Vulcan“ gleichzeitig patentiert (D.R.P. 238804 vom 24. Juni 1905).
Später wurde von Föttingers ehemaligen Mitarbeitern Wilhelm Spannhake (1881–1959), Hans Kluge (1881–1958) und Kurt von Sanden (1885–1976) das sog. „Trilok“-Getriebe entwickelt (D.R.P. 558445 vom 18. Juni 1929), das im Prinzip einen Föttinger-Wandler und eine Föttinger-Kupplung vereint, mit dem Unterschied, dass das Leitrad sowohl freilaufend (Kupplung) als auch feststehend (Wandler) betrieben werden konnte. Dieses wird in seiner Weiterentwicklung beispielsweise im automatischen Automobilgetriebe verwendet.
1909 erhielt Föttinger einen Ruf an die Technische Hochschule Danzig, wo er ein Institut für Strömungstechnik aufbaute. 1924 wurde er auf den Lehrstuhl für Strömungsphysik und Turbomaschinen an der Technischen Hochschule Berlin berufen. Hier lehrte er bis zu seinem Tod durch Granatsplitter im April 1945. Sein Grab befindet sich auf dem Friedhof Wilmersdorf.
Im Laufe seines Lebens hat er über einhundert Patente beantragt bzw. erworben.
Föttinger vollzog den Transfer von den klassischen theoretischen Grundlagen der Strömungsmechanik von Leonhard Euler über William John Macquorn Rankine und Hermann von Helmholtz bis zu ihren aktuellen Anwendungen in der Grenzschicht-, Tragflügel- und Propulsionstheorie.
Hermann Föttinger war Mitglied im Verein Deutscher Ingenieure (VDI).
Im Jahr 1942 erhielt er die Goethe-Medaille für Kunst und Wissenschaft.